# Katrin Engel
Katrin Engel (* 2. Mai 1984 in Mistelbach) ist eine ehemalige österreichische Handballspielerin.

## Karriere
Katrin Engel spielte von 1995 bis 2007 und in der Saison 2008/09 für Hypo Niederösterreich, mit dem sie fünfmal Meisterschaft und Pokal gewann. In der Saison 2001/02 wurde sie in der österreichischen Liga zur Newcomerin des Jahres gewählt. In Deutschland lief sie für den 1. FC Nürnberg und Bayer 04 Leverkusen auf, ab 2010 stand die 1,73 Meter große Rückraumspielerin, die auch auf Rechtsaußen eingesetzt werden kann, beim Thüringer HC unter Vertrag. Sie wurde mehrfach deutsche Meisterin und DHB-Pokalsiegerin. Im Juli 2017 gab sie ihr Karriereende bekannt.
Katrin Engel gehörte zum Kader der österreichischen Nationalmannschaft. Sie war Torschützenkönigin der Weltmeisterschaft 2009 in China.

## Erfolge
- Österreichische Meisterin 2002, 2003, 2004, 2005, 2008
- Österreichische Pokalsiegerin 2002, 2003, 2004, 2005, 2008
- Deutsche Meisterin 2007, 2011, 2012, 2013, 2014, 2015, 2016
- Deutsche Pokalsiegerin 2010, 2011, 2013